# Anton Konrad (Richter)
Anton Konrad (* 21. Oktober 1883 in Mallersdorf; † 22. November 1955 in München) war ein deutscher Richter und Staatssekretär in Bayern im Kabinett Ehard II.

## Biografie
Anton Konrad studierte Rechtswissenschaften in München mit erster Staatsprüfung 1907 und zweiter Staatsprüfung 1911, er erwarb auch einen Doktorgrad. Seit 1903 gehörte er der Burschenschaft Guelfia München an. Bis zum Kriegsdienst im Ersten Weltkrieg war er als Rechtsanwalt tätig. 1919 wurde Konrad in München zunächst Amtsanwalt und dann Amtsrichter. Er kam 1931 als Landgerichtsrat an das Landgericht München I und stand ihm von 1935 bis 1945 als Direktor vor. Nach dem Ende des Zweiten Weltkriegs wurde er 1945 als Ministerialdirektor im Bayerischen Justizministerium tätig. Von 1949 bis 1951 amtierte er dort als Staatssekretär. Anschließend wurde er zum Präsidenten des Bayerischen Obersten Landesgerichtes berufen und bekleidete dieses Amt, bis er 1954 in den Ruhestand trat.
Konrad war von 1951 bis 1955 Vorsitzender des Deutschen Richterbundes. Hier setzte er sich insbesondere für eine auskömmliche Richterbesoldung ein.

## Ehrungen
- Ehrenvorsitzender des Deutschen Richterbundes
- Großes Bundesverdienstkreuz mit Stern (1954)